# Discografia de Júpiter Maçã
Este artigo apresenta a Discografia de Flávio Basso, também conhecido por seus pseudônimos Júpiter Maçã, Jupiter Apple e Woody Apple. Flávio Basso foi uma das figuras fundamentais do rock gaúcho, fundou as bandas TNT e Os Cascavelletes, que influenciaram toda uma nova geração de bandas dos anos 80 em diante. Como artista solo, foi reconhecido com um dos ícones da psicodelia brasileira e com o álbum A Sétima Efervescência, um dos 100 maiores discos da música brasileira pela Rolling Stone Brasil. Com este álbum ganhou a fama nacional e posteriormente se tornou um dos artistas mais cultuados do underground da música brasileira. Existem muitos registros como em VHS, outtakes, apresentações em rádios e outras raridades que permanecem inéditos, pois Flávio Basso deixou muito material inacabado.

## Carreira em bandas

### ComTNT
| Ano  | Título                                                            | Tipo                                                     | Ref.        |
| ---- | ----------------------------------------------------------------- | -------------------------------------------------------- | ----------- |
| 1986 | Rock Grande Do Sul - Gravadora: RCA - Formatos: LP                | Coletânea (participa com "Entra Nessa" e "Estou na Mão") | [ 3 ] [ 4 ] |
| 1992 | Você Me Deixa Insano / Tá Na Lona - Gravadora: RCA - Formatos: LP | Single                                                   | [ 4 ]       |

### ComOs Cascavelletes
| Ano  | Título                                                                     | Tipo                                                                    | Ref.        |
| ---- | -------------------------------------------------------------------------- | ----------------------------------------------------------------------- | ----------- |
| 1986 | Zona Mortal - Gravadora: Independente - Formatos: Cassete                  | Coletânea (participa com "O Dotadão Deve Morrer" e "Menstruada")        | [ 4 ]       |
| 1987 | Vórtex Demo - Gravadora: Independente - Formatos: Cassete                  | Demo                                                                    | [ 3 ] [ 4 ] |
| 1988 | A Grande Sacanagem - Gravadora: Independente - Formatos: Cassete           | Coletânea (participa com "Banana Split")                                | [ 4 ]       |
| 1988 | Os Cascavelletes - Gravadora: Abreu Discos - Formatos: LP                  | EP                                                                      | [ 4 ]       |
| 1988 | Rio Grande Do Rock - Gravadora: SBK - Formatos: Cassete                    | Coletânea (participa com "Morte por Tesão" e "Estou Amando Uma Mulher") | [ 4 ]       |
| 1989 | Rock'a'ula - Gravadora: Odeon - Formatos: LP, cassete, CD                  | Álbum de estúdio                                                        | [ 3 ] [ 4 ] |
| 1989 | Nega Bombom - Gravadora: Odeon - Formatos: LP                              | Maxi single                                                             | [ 4 ]       |
| 1989 | Top Model - Gravadora: Som Livre, Rede Globo - Formatos: LP, cassete, CD   | Trilha sonora (participa com "Nega Bombom")                             | [ 4 ]       |
| 1990 | Eu Quis Comer Você - Gravadora: Odeon - Formatos: LP                       | Maxi single                                                             | [ 4 ]       |
| 1991 | Homossexual / Sob Um Céu De Blues - Gravadora: Independente - Formatos: LP | Single                                                                  | [ 3 ] [ 4 ] |

## Carreira solo
| Ano                  | Título | Tipo | Ref.        |
| -------------------- | --- | --- | ----------- |
| 1994                 | Orgasmo Legal / Ela Sabe o que Faz - Gravadora: Independente - Formatos: Cassete                                       | Single demo | [ 4 ]       |
| 1995                 | Júpiter Maçã & Os Pereiras Azuiz - Gravadora: Independente - Formatos: Cassete                                         | Álbum demo | [ 4 ]       |
| 1995                 | Segunda Sem Ley - Gravadora: Banguela/Warner - Formatos: CD                                                            | Coletânea (participa com "Orgasmo Legal") | [ 4 ]       |
| 1997                 | A Sétima Efervescência - Gravadora: ACIT, PolyGram (distribuição) - Formatos: LP, CD                                   | Álbum de estúdio | [ 4 ]       |
| 1997                 | Antídoto Promo - Gravadora: ACIT - Formatos: CD                                                                        | Álbum promocional (participa com "As Tortas e as Cucas" e sua versão instrumental) | [ 4 ]       |
| 1997                 | Francis Picabia - Gravadora: Question Mark Records - Formatos: Cassete, CDr                                            | Coletânea (participa com "Being For The Benefit of Mr. Kite") | [ 4 ]       |
| 1999                 | Plastic Soda - Gravadora: Matraca/Trama - Formatos: CD                                                                 | Álbum de estúdio | [ 4 ]       |
| 2000                 | Tolerância - Gravadora: Independente - Formatos: CDr                                                                   | Trilha sonora (participa com "Apartment-jazz one" e "Apartment-jazz two") | [ 4 ]       |
| 2001                 | COMP 01/02 (Orgânico / Sintético) - Gravadora: Muquifo - Formatos: CD                                                  | Coletânea (participa com "Schlummern Bei Eine Zug Für LIverpool") | [ 4 ]       |
| 2002                 | Hisscivilization - Gravadora: Voiceprint, Nolandman - Formatos: CD                                                     | Álbum de estúdio | [ 4 ]       |
| 2004                 | N°4 - Gravadora: Independente - Formatos: CDr                                                                          | Single | [ 4 ]       |
| 2005                 | A Marchinha Psicótica de Dr. Soup / Mademoiselle Marchand - Gravadora: Monstro Discos - Formatos: LP                   | Single | [ 4 ]       |
| 2006                 | Beatle George / Scotch And Coffee At Regent Street - Gravadora: Monstro Discos - Formatos: LP                          | Single | [ 4 ]       |
| 2006                 | Ano XII - N°3 - Incredible News!!! - Gravadora: Independente - Formatos: Download Digital                              | Single | [ 4 ]       |
| 2006                 | Wood & Stock: Sexo, Orégano e Rock'n'Roll - Gravadora: Deckdisc - Formatos: CD                                         | Trilha sonora (participa com "Um Lugar do Caralho", "A Marchinha Psicótica de Dr. Soup", "Canção para Dormir", "Querida Superhist x Mr. Frog", "As Mesmas Coisas" e "The Freaking Alice (Hippie Under Groove)") | [ 4 ]       |
| 2007                 | Jupiter Apple And Bibmo Presents: Bitter - Gravadora: Monstro Discos - Formatos: CD                                    | Álbum de estúdio | [ 4 ]       |
| 2007                 | Uma Tarde Na Fruteira (Versão Internacional) - Gravadora: Elefant Records, Monstro Discos, Psico BR - Formatos: LP, CD | Álbum de estúdio | [ 4 ]       |
| 2008                 | Uma Tarde Na Fruteira (Versão Brasileira) - Gravadora: Monstro Discos, Psico BR - Formatos: LP, CD                     | Álbum de estúdio | [ 4 ]       |
| 2008                 | Rock Do Cavalinho - Gravadora: Marquise 51 - Formatos: Download Digital                                                | Single | [ 4 ]       |
| 2009                 | Gregorian Fish - Gravadora: Independente - Formatos: Download Digital                                                  | Single | [ 4 ]       |
| 2010                 | Modern Kid / Calling All Bands! - Gravadora: J.A.C.K - Formatos: LP                                                    | Single | [ 4 ]       |
| 2012                 | Gothic Love/Urban Blue - Gravadora: Independente - Formatos: Download Digital                                          | Single | [ 4 ]       |
| 2014                 | Six Colours Frenesi - Gravadora: J.A.C.K - Formatos: DVD                                                               | Álbum ao vivo | [ 4 ]       |
| 2015                 | They're All Beatniks - Gravadora: Marquise 51 - Formatos: Streaming                                                    | Single | [ 4 ]       |
| 2015                 | Constantine's Empires - Gravadora: Marquise 51 - Formatos: Streaming                                                   | Single | [ 4 ]       |
| 2015                 | Beatle George (Acústico) [Ao Vivo] - Gravadora: Marquise 51 - Formatos: Streaming                                      | Single | [ 4 ]       |
| Lançamentos Póstumos | | |             |
| 2021                 | The Apartment Jazz - Gravadora: J.A.C.K - Formatos: Streaming                                                          | Trilha sonora (Gravado em 1999) | [ 4 ]       |
| 2021                 | Ano XXI - N°4 - Incredible News!!! - Gravadora: J.A.C.K - Formatos: Streaming                                          | Single (Gravado em 2007) | [ 4 ]       |
| 2021                 | Cerebral Sex (The Apple Sound) - Gravadora: J.A.C.K - Formatos: Streaming                                              | Single (Gravado em 2009) | [ 4 ]       |
| 2022                 | The Man Was - Gravadora: Purnada Ypranada - Formatos: LP                                                               | Álbum de estúdio (Gravado em 2013) | [ 4 ]       |
| 2023                 | Sugar Doors – A Jupiter Apple 4-Track Experience - Gravadora: Monstro Discos - Formatos: CD, LP e streaming            | Álbum de estúdio (Gravado em 2000) | [ 4 ]       |
| 2023                 | Systematic Lover (Dear Maureen) - Gravadora: J.A.C.K - Formatos: Streaming                                             | Single (Gravado em 2010) | [ 5 ] [ 6 ] |
| 2024                 | Talentoso - Gravadora: J.A.C.K - Formatos: Streaming                                                                   | Single (Gravado entre 1998 e 1999) | [ 7 ]       |
| 2024                 | They're All Beatniks Vol. 1 - Gravadora: Monstro Discos, E-DISCOS.NET e Made In Soul Records - Formatos: LP            | Álbum ao vivo (Gravado em 2015) | [ 8 ]       |

### Participações em álbuns de outros artistas
| Ano                  | Artista               | Título                                                                                     | Tipo             | Contribuição | Ref.  |
| -------------------- | --------------------- | ------------------------------------------------------------------------------------------ | ---------------- | --- | ----- |
| 1999                 | Colarinhos Caóticos   | Rebuliçus Futuramis - Gravadora: Midian Records - Formatos: CD                             | Coletânea        | "Funny Day" | [ 4 ] |
| 2001                 | Repolho               | Repolho Vol.2 - Gravadora: Independente - Formatos: CD                                     | Álbum de estúdio | "Adriana", "Abixornado" (Teclado)                                                                                                | [ 4 ] |
| 2002                 | The Trial             | Resistance - Gravadora: Independente - Formatos: CD                                        | EP               | (Convidado para as gravações) | [ 4 ] |
| 2004                 | Astronauta Pinguim    | Petiscos: Sabor Churrasco / Switched-on Bah! - Gravadora: Pineapple Music - Formatos: CD   | Álbum de estúdio | "Um Lugar Do Caralho" (Baixo) | [ 4 ] |
| 2005                 | Plato Divorak         | Calendário Da Imaginação - Gravadora: Baratos Afins - Formatos: CD                         | Álbum de estúdio | "Scratching Strings" (Co-autor, violão, vocais)                                                                                  | [ 4 ] |
| 2006                 | Repolho               | Repolho Vol.3 - Gravadora: Independente - Formatos: CD                                     | Álbum de estúdio | "Não Fui Eu", "Benga na Alemanha", "Em Etapu", "Os Desafinados Também Amam" (Teclado, violão, bateria, backing vocals, guitarra) | [ 4 ] |
| 2013                 | Silvia Tape           | Silvia Tape - Gravadora: Nanuk Áudio - Formatos: CD                                        | EP               | "A Dança", "Sunbaby", Welcome To The Shade" (Vocais)                                                                             | [ 4 ] |
| 2014                 | O Divã Intergaláctico | Psicossomático ou Do que as Aves São Capazes - Gravadora: Astronauta Discos - Formatos: CD | Álbum de estúdio | "Hey Spaceboy" (Vocais) | [ 4 ] |
| Lançamentos Póstumos |                       |                                                                                            |                  | |       |
| 2016                 | Yesomar               | Gigantes do Rock Gaúcho, Vol. 1 - Gravadora: Independente - Formatos: Streaming            | Álbum de estúdio | "Ohio" (Vocais) | [ 4 ] |